# Hrabstwo Harrison (Ohio)
Hrabstwo Harrison (ang. Harrison County) – hrabstwo w stanie Ohio w Stanach Zjednoczonych. Obszar całkowity hrabstwa obejmuje powierzchnię 410,79 mil2 (1 063,95 km²). Według danych z 2010 r. hrabstwo miało 15 864 mieszkańców. Hrabstwo powstało 1 lutego 1813 roku i nosi imię Williama Harrisona - dziewiątego prezydenta Stanów Zjednoczonych.

## Sąsiednie hrabstwa
- Hrabstwo Carroll (północ)
- Hrabstwo Jefferson (wschód)
- Hrabstwo Belmont (południe)
- Hrabstwo Guernsey (południowy zachód)
- Hrabstwo Tuscarawas (zachód)

## Wioski
- Adena
- Bowerston
- Cadiz
- Deersville
- Freeport
- Harrisville
- Hopedale
- Jewett
- New Athens
- Scio
- Tippecanoe (CDP)